# Todomondo
Todomondo a fost reprezentatul României la Concursul Muzical Eurovision 2007 din Helsinki, cu melodia Liubi, liubi, I love you.
Această trupă este formată din 6 persoane: Andrei Ștefănescu, Ciro de Luca, Ghedi Kamara, Dl Problema, Valeriu Răileanu, Vlad Crețu. Andrei și Kamara cântă în trupa Alb Negru. Vlad Crețu a cântat în grupul Supermarket. Azi este chitarist în grupul Hara.
| Predecesor: Mihai Trăistariu | România la Concursul Muzical Eurovision 2007 | Succesor: Nico și Vlad Miriță |